# Chambre de commerce et d'industrie d'Angers
La chambre de commerce et d'industrie d'Angers était l'une des trois chambre de commerce et d'industrie (CCI) du département de Maine-et-Loire. Son siège était à Angers au 8, boulevard du roi René.
Elle possédait deux antennes : Beaufort-en-Vallée et Segré.
Elle faisait partie de la chambre régionale de commerce et d'industrie des Pays de la Loire.

## Missions
À ce titre, elle était un organisme chargé de représenter les intérêts des entreprises commerciales, industrielles et de service de Maine-et-Loire et de leur apporter certains services. C'est un établissement public qui gère en outre des équipements au profit de ces entreprises.
Comme toutes les CCI, elle était placée sous la double tutelle du Ministère de l'Industrie et du Ministère des PME, du Commerce et de l'Artisanat.

### Service aux entreprises
- Centre de formalités des entreprises
- Assistance technique au commerce
- Assistance technique à l'industrie
- Assistance technique aux entreprises de service
- Point A (apprentissage)

### Gestion d'équipements
- Port fluvial de commerce d'Angers.

### Centres de formation
- CCI Angers Formation (Certification ISO 9001).
- Centre de formation d'apprentis

## Historique
- 1804 : chambre consultative des Arts et Manufactures.
- 1855 : chambre de commerce d'Angers (vocation départemental).
- 1896 : création d'une chambre de commerce à Saumur.
- 1898 : création d'une chambre de commerce à Cholet.
- 29 mars 2007 : décret de création de la chambre de commerce et d'industrie de Maine-et-Loire réunissant la chambre de commerce et d'industrie du Choletais, la chambre de commerce et d'industrie de Saumur et celle d'Angers.
- 21 décembre 2007 : disparition de la CCI à la suite de la création de la CCI de Maine-et-Loire.

## Pour approfondir